# Bobby Montez
Bobby Montez (* 1934 in Sonora, Arizona; † 8. Januar 2003 in Chico (Kalifornien)) war ein US-amerikanischer Musiker und Bandleader des Latin Jazz. Er galt in den späten 1950er und frühen 1960er Jahren als Pionier des Latin Jazz an der Westküste der USA, stilistisch nahe am damaligen Sound von Cal Tjader.

## Leben und Wirken
Montez stammte aus einer musikalischen Familie und lernte viele Instrumente, später spielte er hauptsächlich Piano, Kontrabass und Vibraphon. Hauptberuflich arbeitete er als Buchhalter in Los Angeles, wo er seine eigene Band gründete und in Clubs wie dem Crescendo, Melody Room und dem Latin Quarter auftrat. Ende der 1950er Jahre bekam er einen Plattenvertrag bei Jubilee Records, wo sein Album Jungle Fantastique (1958) in Quintettbesetzung mit Pianist Carlos Ortega Avelar, Bassist Jimmy Baiz, Miguel Gutierrez (Timbales) und Louis Miranda (Congas) erschien; später nahm er für World Pacific auf. Zu seinen bekannten Alben zählten Hollywood Themes in Cha Cha Cha, Gigi and My Fair Lady in Latin, Pachanga y Cha Cha Cha, The Music of Lerner and Loewe in Latin und Viva Monte. Er spielte bis Ende der 1960er Jahre in lokalen Clubs. Montez war dann als Landschaftsplaner tätig.